# 墨西哥絲鰭鱈
墨西哥絲鰭鱈，為輻鰭魚綱鱈形目稚鱈科的其中一種，分布於中東太平洋墨西哥海域，深度666-2600公尺，為深海底棲性魚類，體長可達11公分，棲息在底層水域，生活習性不明。

## 扩展阅读
維基物種上的相關：墨西哥絲鰭鱈